# 小行星9965
小行星9965（9965 GNU）是一颗绕太阳运转的小行星，为主小行星带小行星。该小行星于1992年3月5日发现。

## 轨道参数
小行星9965的轨道半长轴为2.4174380 UA，离心率为0.171。